# TCF19
TCF19 (англ. Transcription factor 19) – білок, який кодується однойменним геном, розташованим у людей на короткому плечі 6-ї хромосоми. Довжина поліпептидного ланцюга білка становить 345 амінокислот, а молекулярна маса — 37 184.
| 10         |  | 20         |  | 30         |  | 40         |  | 50         |
| ---------- |  | ---------- |  | ---------- |  | ---------- |  | ---------- |
| MLPCFQLLRI |  | GGGRGGDLYT |  | FHPPAGAGCT |  | YRLGHRADLC |  | DVALRPQQEP |
| GLISGIHAEL |  | HAEPRGDDWR |  | VSLEDHSSQG |  | TLVNNVRLPR |  | GHRLELSDGD |
| LLTFGPEGPP |  | GTSPSEFYFM |  | FQQVRVKPQD |  | FAAITIPRSR |  | GEARVGAGFR |
| PMLPSQGAPQ |  | RPLSTFSPAP |  | KATLILNSIG |  | SLSKLRPQPL |  | TFSPSWGGPK |
| SLPVPAPPGE |  | MGTTPSAPPQ |  | RNRRKSVHRV |  | LAELDDESEP |  | PENPPPVLME |
| PRKKLRVDKA |  | PLTPTGNRRG |  | RPRKYPVSAP |  | MAPPAVGGGE |  | PCAAPCCCLP |
| QEETVAWVQC |  | DGCDVWFHVA |  | CVGCSIQAAR |  | EADFRCPGCR |  | AGIQT      |

A: Аланін

C: Цистеїн

D: Аспарагінова кислота

E: Глутамінова кислота

F: Фенілаланін

G: Гліцин

H: Гістидин

I: Ізолейцин

K: Лізин

L: Лейцин

M: Метіонін

N: Аспарагін

P: Пролін

Q: Глутамін

R: Аргінін

S: Серин

T: Треонін

V: Валін

W: Триптофан

Кодований геном білок за функцією належить до фосфопротеїнів. 
Задіяний у таких біологічних процесах, як транскрипція, регуляція транскрипції. 
Білок має сайт для зв'язування з іонами металів, іоном цинку. 
Локалізований у ядрі.